# Salih Jabr
Salih Jabr (también Sayyid Salih Jabr; en árabe: سيد صالح جبر‎) fue un político del Reino de Irak.

## Carrera
En las décadas de 1930 y 1940, fue asesor del ministro de justicia, educación, asuntos exteriores, interior y finanzas. Fue el 16.º primer ministro de Irak desde el 29 de marzo de 1947 hasta el 27 de enero de 1948 y el primer chií en convertirse en primer ministro.
No fue aceptado por jóvenes políticos liberales y nacionalistas que habían sido maltratados cuando era ministro del interior durante la Segunda Guerra Mundial. Durante su mandato, se preparó y firmó el tratado anglo-iraquí de 1948, una revisión del tratado anglo-iraquí de 1930, sin consultar a otros líderes iraquíes. Su gobierno cayó después de la sangrienta represión del levantamiento antibritánico Al-Wathbah, tuvo que repudiar el tratado y huyó al Reino Unido el 26 de enero de 1948. Los políticos conservadores, representados por Nuri al-Said, regresaron al poder.
Fue fundador y líder del Partido Nacional Socialista, que buscó ganar popularidad adoptando el socialismo, el nacionalismo árabe y los principios democráticos. Se enfrentó a una enorme cantidad de escepticismo y críticas por parte de la prensa iraquí, ya que Jabr era conocido por tener estrechos vínculos con los feudales y los líderes tribales que se oponían al socialismo.

## Familia
Su hijo Sa'ad Saleh Jabr lanzó el primer periódico de oposición iraquí Al Tayar desde su exilio en Londres en 1984 hasta la invasión de 2003, encabezada por Estados Unidos.